# Gabriel Jacques Fabre
Gabriel Jacques François Maurice Fabre est un homme politique français né le 15 octobre 1744 à Peyriac (Aude) et mort le 11 janvier 1810 à Carcassonne (Aude).

## Biographie
Avocat, il est député de l'Aude de 1791 à 1792. Il est ensuite président du tribunal criminel.

## Sources
- « Gabriel Jacques Fabre », dans Adolphe Robert et Gaston Cougny, Dictionnaire des parlementaires français, Edgar Bourloton, 1889-1891 [détail de l’édition]